# 천원치

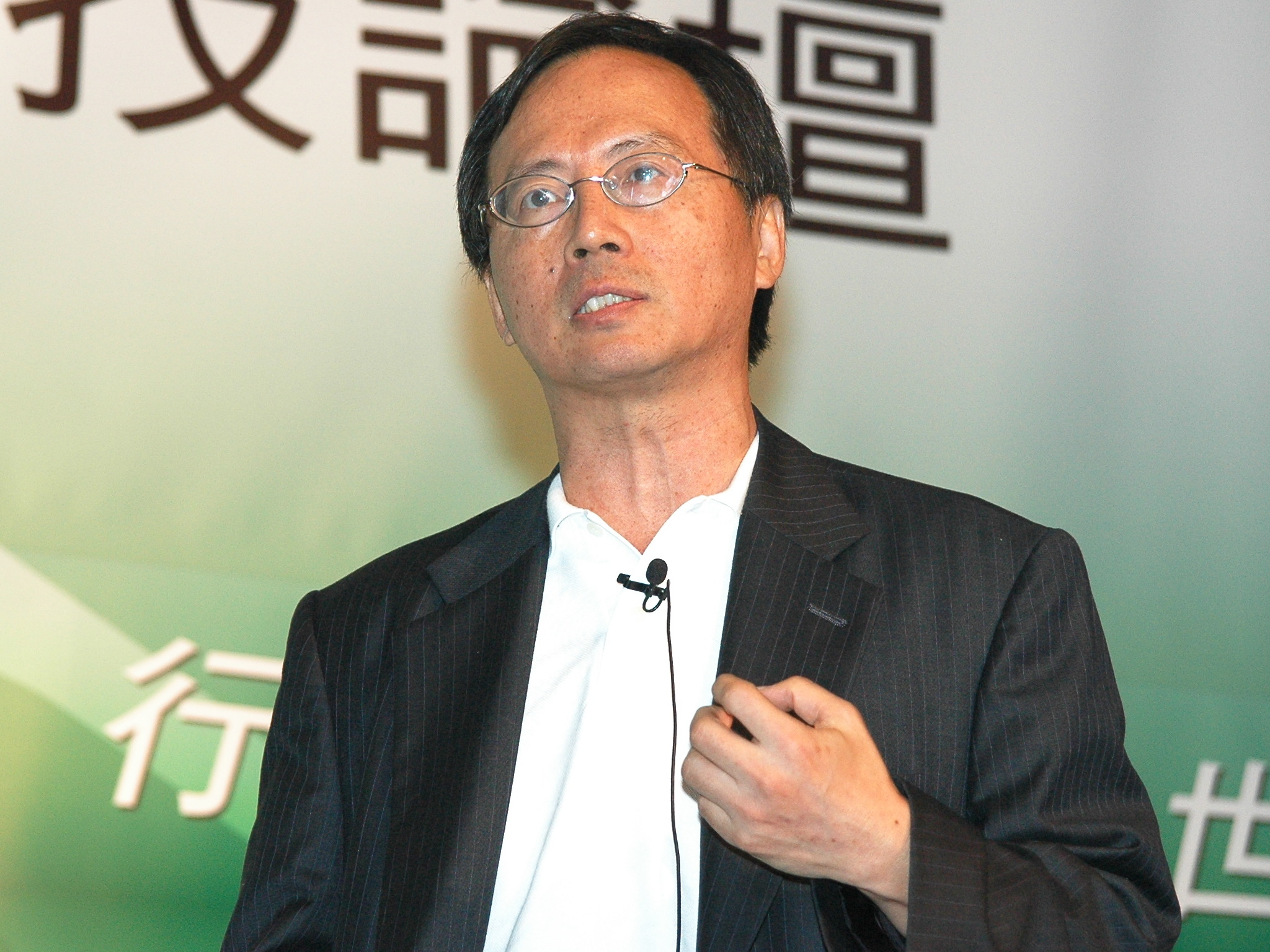
천원치(2007년)

천원치(중국어 정체자: 陳文琦, 병음: Chén Wénqí, 한자음: 진문기, 1955년 11월 16일 ~ )는 중화민국 비아 테크놀로지스 및 TVBS의 주요 회사 회장이다. HTC 왕쉐홍 회장의 남편.

## 같이 보기
- 비아 테크놀로지스